# 헨리 7세
헨리 7세(Henry VII, 1457년 1월 28일 ~ 1509년 4월 21일)는 1485년부터 1509년까지 잉글랜드의 국왕이었다.  장미 전쟁 (1455년 ~ 1487년)이 일어난 동안 랭커스터파를 대표했던 헨리 7세는 1485년 보즈워스 전투에서 자신의 전임자이며 요크파의 국왕 리처드 3세를 물리쳐 살해하였다.  왕위에 오르기 전에 리치먼드의 헨리 혹은 헨리 튜더로 알려진 헨리 7세는 튜더가의 초대 국왕이었다.  그의 왕좌를 노린 3명의 자들과 2개의 사소한 반란을 처리해야 했음에 불구하고 헨리의 군림은 대체로 평화롭고 번영했으며 
수석 감사관처럼 그는 국가의 재정 상태를 꾸준히 증진시켰다.  1509년 4월 건강 악화로 사망하자 그의 가장 오래 살아남은 아들 헨리 8세에 의하여 계승되었다.

## 랭커스터가의 주장

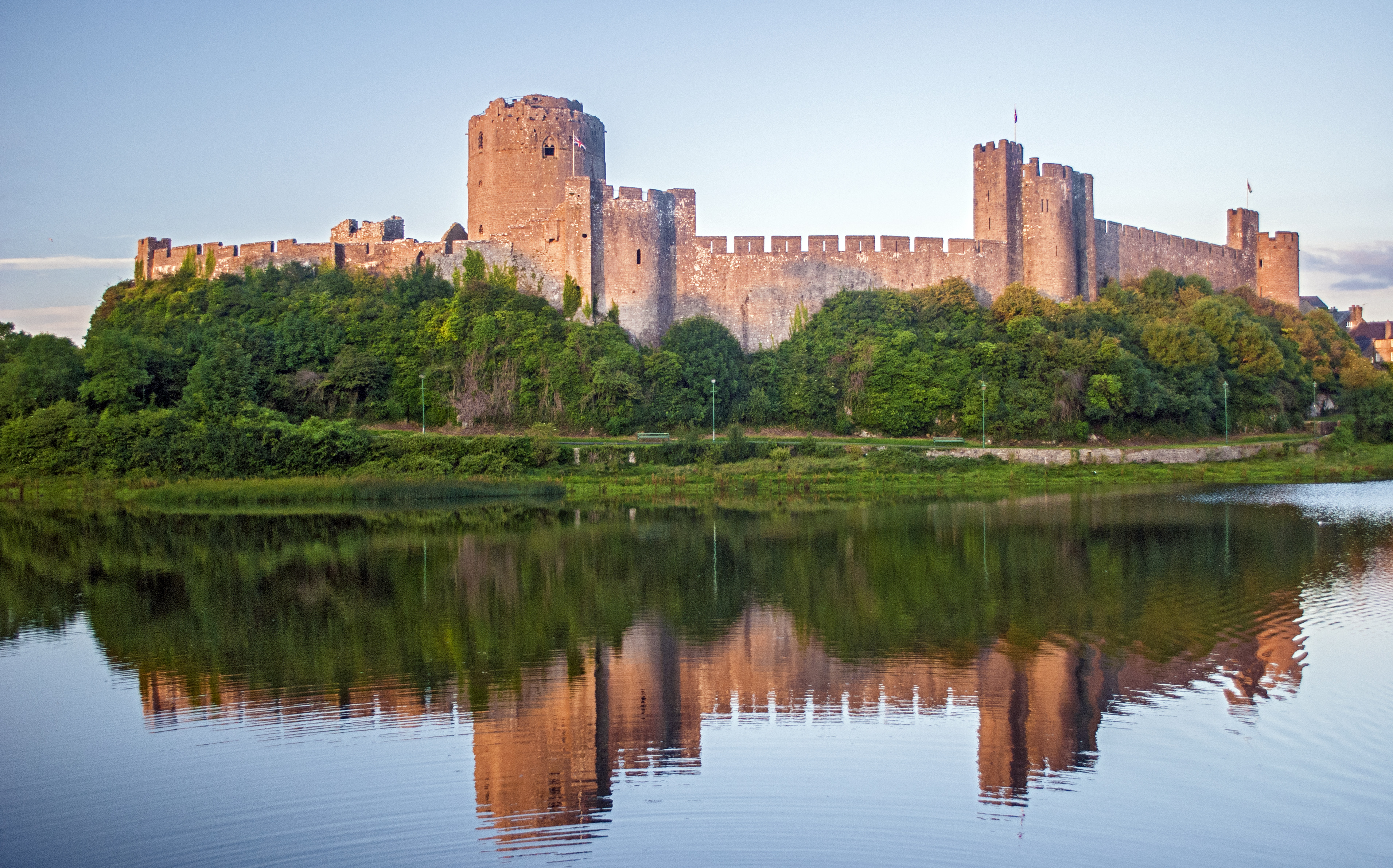
헨리 7세가 태어난 웨일스에 있는 펨브룩성

리처드 3세는 잉글랜드의 가장 인기없던 국왕들 중의 하나였고 런던탑에서 사라졌던 자신의 형 에드워드 4세의 두 아들의 살해에 연루된 것으로 고발을 당했다.  자신의 조카들을 제거한 리처드는 1483년 국왕에 올랐다.  그의 군림은 짧고 혼란스러웠을 것이며 당시 리치먼드 백작 헨리로 더욱 잘 알려진 헨리 튜더의 상승으로 끝났다.
헨리는 1457년 1월 28일 웨일스 펨브로크셔의 펨브룩 성에서 제1대 리치먼드 백작 에드먼드 튜더와 마거릿 보퍼트의 외동 아들로 태어났다.  헨리는 웨일스의 조신 오언 튜더와 발루아의 카트린 (프랑스의 국왕 샤를 6세의 딸이자 헨리 5세의 전 부인이며 헨리 6세의 모친)의 손자였다.  헨리의 모친 마거릿 보퍼트는 랭카스터의 공작이자 에드워드 3세의 아들인 곤트의 존의 증손녀였다.  특히 어떤 사람들이 보퍼트의 것을 사생아로 여겼기 때문에 그것은 왕족과의 관계가 아니었으나 랭커스터파가 요크파와 왕조 분쟁에서 바랄 수 있던 최선이었으며 장미 전쟁이 일어났다.  따라서 브르타뉴 공국에서 망명으로부터 돌아온 헨리 튜더는 요크파의 국왕 리처드 3세를 무너뜨리려고 했던 랭카스터파의 일인자가 되었다.
헨리는 지혜롭게 에드워드 4세의 부인 엘리자베스 우드빌의 가족인 소외된 우드빌가와 동맹을 맺었다.  다른 동맹자들은 리처드 3세의 재산 분배와 행복하지 않았던 버킹엄 공작 같은 그렇게 강력한 영주들과 리처드 3세가 마땅한 보상을 받는 것을 보고 싶어했던 다른 사람들을 포함했다.  이 동맹자들은 해협을 건너 프랑스의 새 국왕 샤를 8세 마저 포함하였다.  반군들에 의한 첫 이동은 시기상조인 것으로 판명되었고 헨리의 침략 함대가 안좋은 날씨에 의하여 좌절될 정도로 계획이 부족하였으며 버킹엄 공작은 1483년 11월 사로잡혀 처형을 당했다.

## 보즈워스 전투

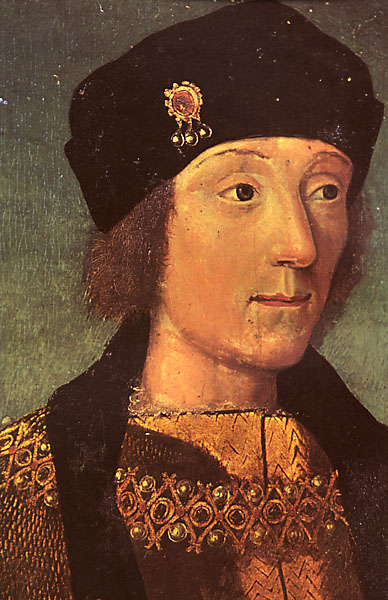
젊은 시절의 헨리 7세

랭커스터가의 대의는 리처드 3세의 아들이자 상속인 에드워드가 1484년 4월 9일에 사망했을 때 극적인 추진력을 얻었다.  1485년 8월 8일 헨리 튜더가 아마도 5,000명보다 크지 않은 병력의 프랑스의 용병 군대와 사우스 웨일스에 있는 밀퍼드 헤이번에 상륙했을 때 장미 전쟁이 끓는 절정에 도달하였다.  헨리의 군대는 8월 22일 레스터셔주에 있는 보즈워스 필드에서 국왕의 군대를 향하는 데 행렬을 하면서 인원수에 증가하였다.  어떤 8,000명 ~ 12,000명의 군대에게 명령을 내리지만 리처드는 마지막 순간에 핵심 동맹들 중 일부에게 버림을 받았고 노섬벌랜드 백작 마저 어느 쪽이 하루를 이길 것의 명백한 아이디어를 가졌을 때까지 자신을 군대를 참여시키는 것을 거부하였다.  그럼에 불구하고 국왕은 용감하게 싸웠고 자신의 단검과 헨리 튜더를 살해하는 그의 노력은 아마도 약간 어리석었을 것이다.  비록 헨리의 기수를 쓰러뜨리는 데 성공했지만 리처드는 자신의 말을 발 밑에서 자르고 자신은 살해되었다.

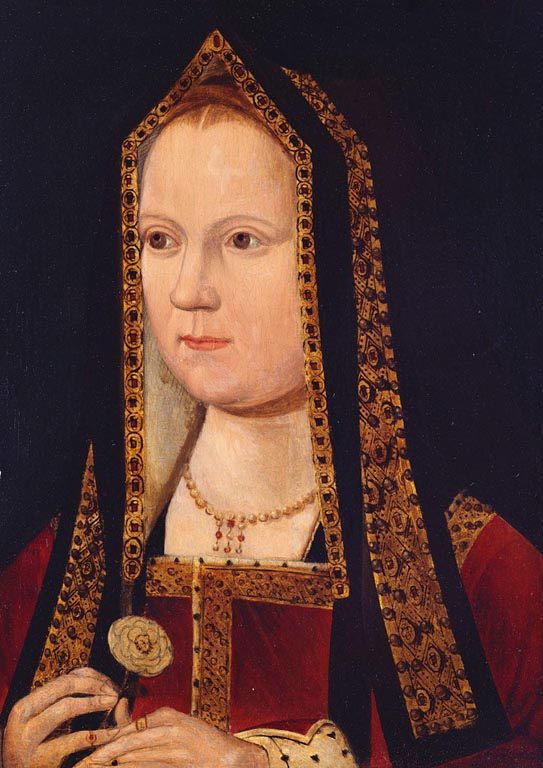
부인 엘리자베스

전설에 의하면 승리를 거둔 헨리 튜더는 보즈워스 전투에서 윌리엄 스탠리 경에 의하여 산사나무 덤불 아래에서 발견된 리처드의 왕관이 주어졌다.  새로운 국왕은 10월 30일 웨스트민스터 사원에서 즉위하였고 이듬해 10월 30일 에드워드 4세의 딸 요크의 엘리자베스에게 결혼하였으며 이 둘의 라이벌 왕가들은 결국 연합되었고 새로운 가문 튜더가가 창조되었다.  장미 전쟁의 전투들은 거의 끝났고 잉글랜드의 남작들의 절반이 그 과정에서 살해되었으나 잉글랜드는 중세를 떠나 근대의 시기로 향하면서 마침내 하나가 되었다.

## 위대한 위선자들
역사책들에 의하면 장미 전쟁은 끝났으나 국왕 헨리 7세는 아직도 그의 왕국에 많은 불만이 있었다.  그의 첫 문제는 그에게 충성스러운 추종자가 거의 없었다는 것이며 망명의 세월로부터 그랬듯이 다가오고 있었다.  이 상황은 국왕이 가까운 조언자들의 내각 및 의회를 형성하면서 권력의 고삐를 단단히 개인적으로 쥐고 왕족에 대한 접근을 물리적으로 제한할 수 있도록 허용한 그 유리한 점들을 가졌다.  대부분 변호사들로 구성된 전문 위원회들은 왕국을 통치하는 임누가 주어져 전부 개인적으로 국왕에 의하여 지시되었다.  
국왕의 소수의 핵심 권력 집단의 외부인들 중에 가장 위험한 것들은 왕좌로 2명의 요크파의 위선자/사깃꾼들이었다.  첫번째는 자신이 워릭 백작 (리처드 3세의 조카)이었던 것으로 주장했던 램버트 심넬(1457년 ~ 1535년)으로 국왕이 이미 런던탑에 진짜 백작을 안전하게 가두어 놓았기 때문에 불행한 자랑이었다.  심넬과 그이 지지자들은 1487년 6월 16일 이스트스토크 전투에서 완전히 두들겨 맞았다.  사깃꾼은 그러고나서 겸손을 배우는 데 궁정의 부엌들에서 일하도록 만들어졌다.
두번째이자 더욱 심각한 도전은 요크 공작 리처드로 주장된 퍼킨 워벡 (1474년 ~ 1499년)로부터 왔다.  워벡은 잉글랜드를 불안정화하려는 몇몇의 해외 국왕들의 지원을 받았으나 1497년 10월 콘월주에서 열린 전투에서 패배하였고 자신의 주장들이 말도 안 된다고 자백하였다.  워벡은 1499년 투옥되어 그러고나서 처형되었다.
요크파들이 지속하는 것에 의해 촉발된 다른 소수의 반란들은 잉글랜드 남동부에서 제1대 로벨 자작 프랜시스 로벨의 반란 (1486년)과 세금 인상으로 불안이 고조되었던 요크셔주 서스크 주위에서 일어난 또다른 반란 (1489년)을 포함하였다.  둘다의 반란들은 노섬벌랜드 백작이 요크셔에서 살해되었어도 쉽게 처리되었다.  세번째이자 최종의 요크파 요구자는 제3대 서퍽 공작 에드먼드 드 라 폴 (에드워드 4세의 조카)로 1506년에 사로 잡혀 1513년 처형되었다.  헨리의 왕조는 이제 안전했고 새로운 왕가를 표시한 인장은 2개의 라이벌 왕가들 - 랭커스터파의 붉은 장미와 요크파의 하얀 장미의 제복 배지들의 합병인 "튜더 장미"의 그의 창조였다.  

## 재정 정책들

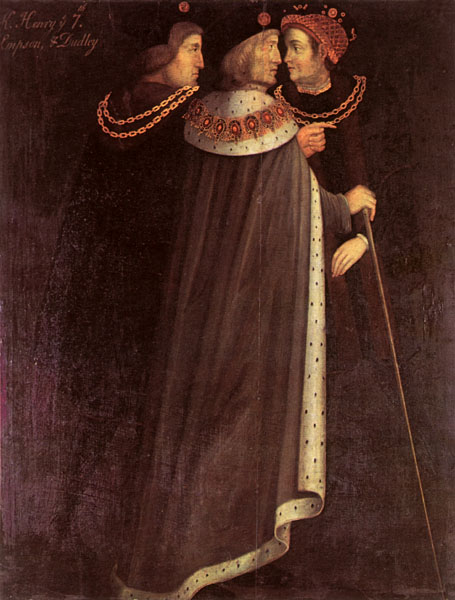
조언자들 리처드 엠프슨과 에드먼드 더들리와 (중앙이 헨리 7세)

자신의 경쟁자들을 제거하는 데 효과적일 뿐만 아니라 헨리 7세는 재정의 조건들에서 매우 효율적인 통치자였다.  세금, 봉건의 부과금, 임대료와 벌금들의 혼합을 통하여 헨리 7세는 자신의 군림 동안  국가 수입을 두 배로 늘릴 수 있었다.  벌금을 부관하는 후자의 전술은 국왕이 무장한 가신을 너무 많이 소유하고 있다는 것으로 궁정에서 나쁜 행동으로부터 경범죄를 저질렀다고 비난하면서 특히 수익성이 좋은 것으로 입증되었다.  하나의 악마 같은 재무 전략은 이미 재정적 불법 행위 또는 벌금으로 유죄 판결을 받은 사람에게 형벌 채권을 발행하는 것이었다.  만약 한 사람이 기존 재정적 의무를 하나도 이행하지 못했다면 그런 다음 이 두번째 서명된 선언에 따라 국왕이 그들의 재산을 압수하고 파산시킬 수도 있었다.  많은 귀족들은 그들 위에는 항상 재정적 단두대가 맴돌고 있으면서 이런 식으로 국왕의 지배를 받았다.  다수의 귀족들은 또한 점점 커지는 헨리의 영지를 강화하는 데 국왕과 몰수된 대지들에 빚을 진 돈을 찾은 국왕의 보호 아래 있는 조사원의 새로운 직위로 내려가기도 했다.
헨리 7세는 심지어 주요 해외 탐험으로 돈을 벌기도 했다.  1489년 브르타뉴 공국이 프랑스로부터 그 독립을 유지하는 데 군대가 보내졌고 불로뉴는 잠시 포위되었다.  헨리 7세는 아마 시초적으로 거기에서 자신의 어린 시절 망명 동안 자신을 돌보았던 것으로 공국에 대한 보답을 간절히 원했을 것이다.  하지만 1492년 즈음에 그는 별명 친절왕 샤를에 걸맞게 살았던 샤를 8세로부터 적절한 재정적 보상이 다가오고 있었던 후에 물러섰다.
또 다른 수입원은 잉글랜드가 덴마크, 네덜란드, 스페인, 포르투갈과 피렌체 공화국과 조약들을 맺으면서 무역의 붐으로 인한 관세에서 엄청난 증가였다.  무역은 더욱 나가서 소규모 상선 함대에 투자하고 그것을 위하여 포츠머스에 요새화된 기지를 건설한 국왕에 의하여 더욱 격려되었다.  국왕은 심지어 새로운 거래 장소를 찾는 데 열심이면서 제노바 공화국의 상인 존 캐벗 (조반니 카보토)의 뉴펀들랜드로 선구적인 항해에 자금을 지원한 것으로 유명하다. 캐벗은 1497년 브리스톨로부터 자신의 매슈호 선박과 함께 항해를 하였다.  자신의 노력에서 성공적이었던 캐벗은 잉글랜드와 자신의 가족들에게 돌아오는 길에 사망하였고, 헨리 7세의 인색한 사람이라는 평판에 걸맞게 국왕으로부터 10 파운드의 보잘 것 없는 액수를 받았다.
결국적으로 국가를 부유하게 하려는 이러한 집착은 국왕이 인기없게 되는 것으로 이끌었으나 그 즈음에 그는 이미 귀족에 대한 왕권을 확고히 재확인했다.  이 일은 그들에게 벌금과 부채를 부과하고 사병들을 형성하는 데 그들의 능력을 제한함으로써 뿐만 아니라 그들을 더욱 잘 통제하는 데 웨일스, 잉글랜드의 북부와 서부에서 시의회를 설립하면서 끝났다.  헨리의 전임자들을 몹시 괴롭히고 장미 전쟁이 너무 오래 지속되도록 했던 남작들의 부상과 지배는 종말에 있었다.  아직도 실제로는 새로운 세금을 승인하기 위해서만 소집된 기관이었던 의회의 진화 조차 헨리 7세의 군림 동안 뒤로 갔다.  헨리 7세의 군림의 23년 세월에 의회는 잉글랜드의 정부가 여전히 중세적이었고 군주는 여전히 절대적이었던 지표였던 의회는 6번 밖에 앉지 못했다.

## 지출:궁전과 결혼식들

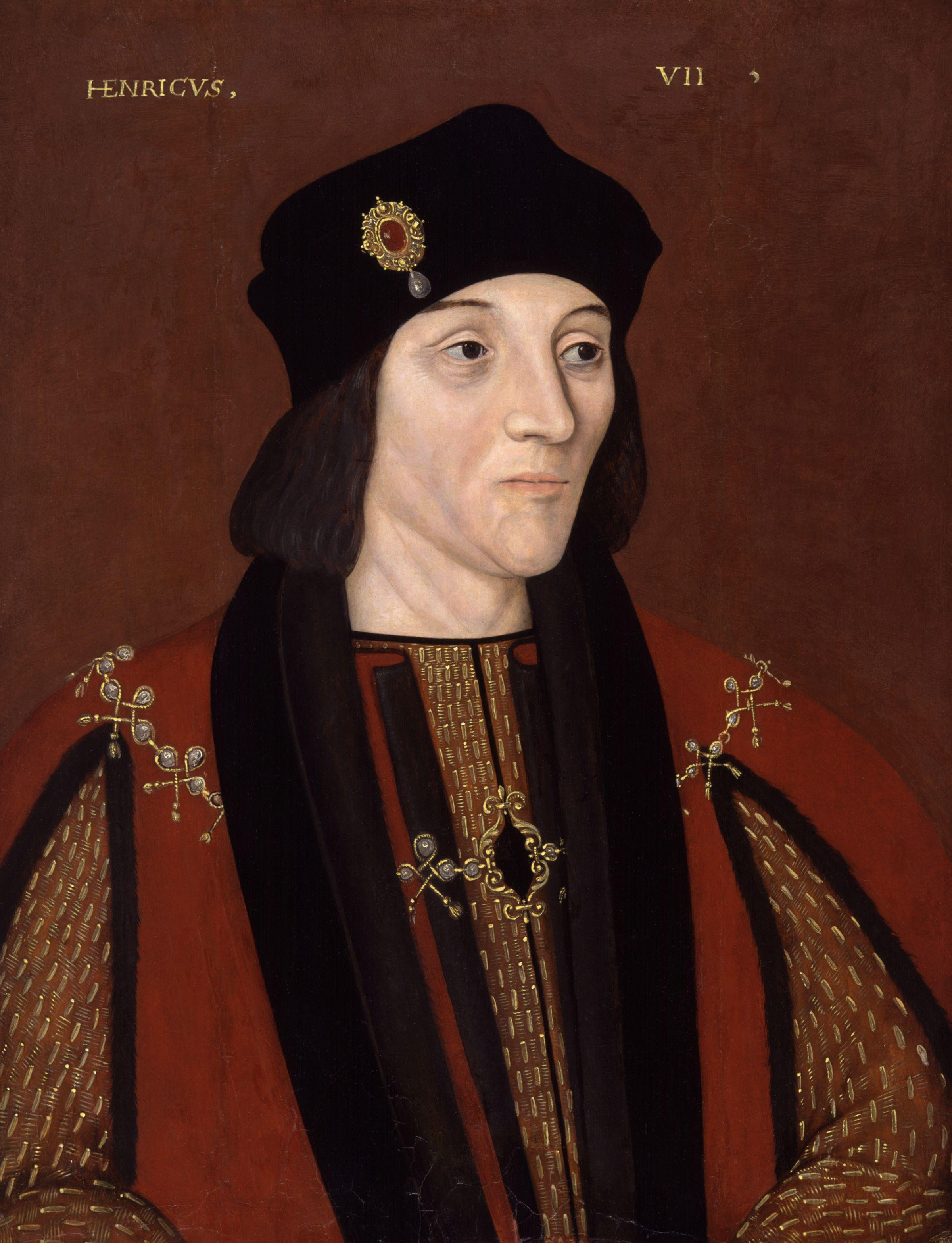
헨리 7세 초상화의 16세기 후반작

국가의 지갑끈을 꽉 쥐고 있었지만 그것은 헨리 7세가 자신의 프로젝트들에 돈을 쓰고 화려함과 장엄함, 특히 중세 토너먼트에 그의 위대한 사랑을 장식하는 것을 결코 막지 못했다.  왕실의 거주지들은 전체 건설되거나 단장된 런던탑, 윈저성, 웨스트민스터 사원 (두드러지게 오늘날 그의 이름을 가진 예배당), 리치먼드 궁전과 그리니치 궁전과 함께 특별한 관심을 받았다.  국왕의 자녀들의 결혼식들은 호화로운 지출의 또다른 분야였으며 이것들은 자신의 형 아서가 겨우 15세의 나이에 사망한 후 상속인이 된 헨리에게 스페인의 공주 아라곤의 캐서린의 결혼 생활을 포함하였다.  국왕은 엘리자베스 여왕이 37세의 나이에 출산 중 사망했을 때  이듬해 또다시 비극적인 타격을 입었다.  이 일은 군주가 되는 것이 허용되면서 고독한 삶만큼이나 후퇴한 국왕의 쇠퇴를 절정지었다.  
16세기의 첫 세월들에 어떤 긍정적인 소식들이 있었다.  국왕의 딸 마거릿은 1503년 8월 8일 스코틀랜드의 국왕 제임스 4세에게 결혼했을 때 스코트인의 여왕이 되었다.  엉겅퀴류와 장미의 이 결합은 제임스의 위선자 워벡의 지지에 의하여 일으켜진 어려운 관계들의 우호적인 종료였다.  결혼 생활은 양국간에 지속적인 평화를 보장하였다.  더 넓은 세상에서 잉글랜드의 명성을 높이는 데 헨리 7세의 외교적 노력의 또 다른 예로 또다른 딸들 중 하나인 메리는 프랑스의 여왕이 되었다.

## 사망과 승계자

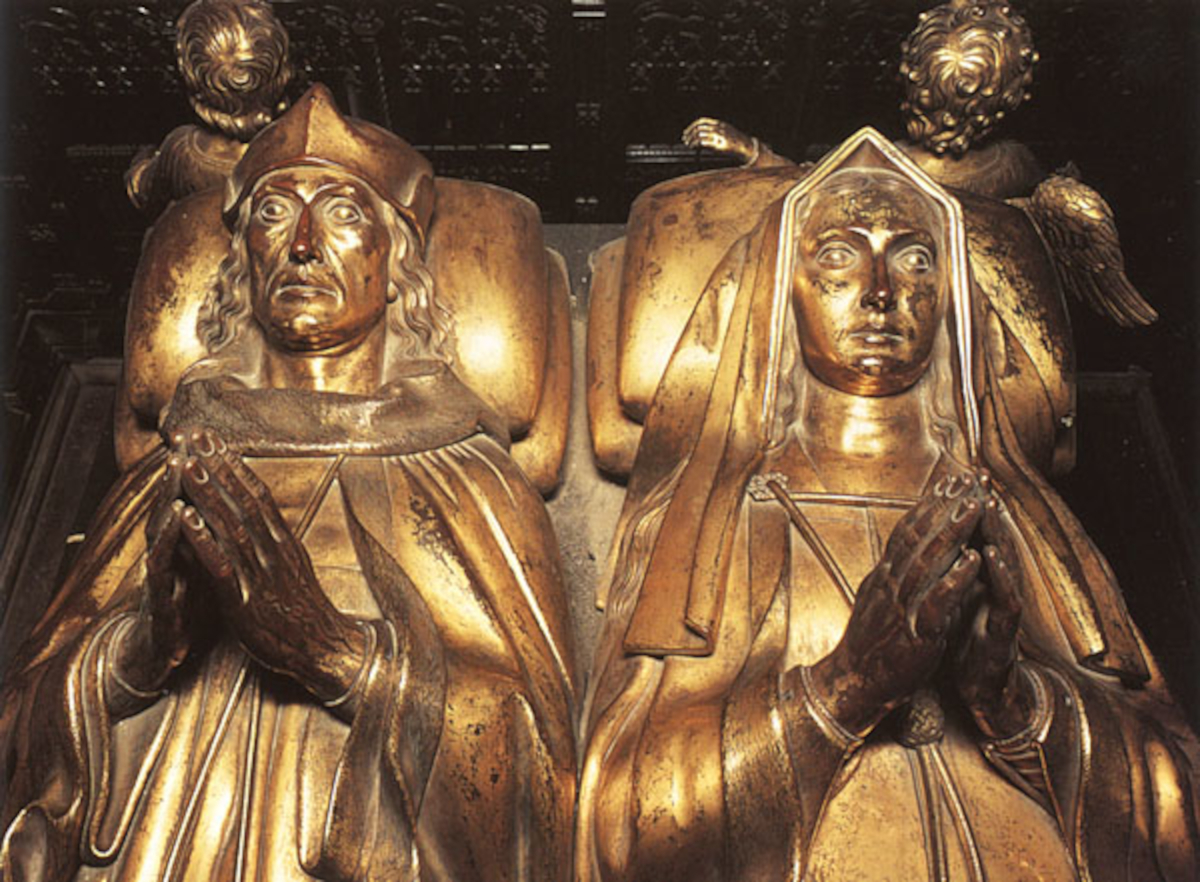
헨리 7세와 엘리자베스의 무덤 조각상 (피에트로 토리자노 작, 웨스트민스터 사원 소재)

1509년 4월 21일 헨리 7세는 서리주에 있는 리치먼드 궁전에서 결핵으로 사망하였다.  국왕은 웨스트민스터 사원에서 자신의 여왕과 더불어 안장되었고 그들의 무덤은 결국적으로 피에트로 토리자노가 조각한 청동으로 둘러싸여 있다.  헨리 7세의 재정 정책은 국왕 자신의 사후 그의 2명의 주요 변호사들의 처형에 의하여 입증된 바와 같이 그에게 일정 수준의 인기 없는 평판을 안겨주었을 수도 있으나 그는 미래의 확장과 번영을 위하여 국가라는 배를 확실한 항로에 올려놓았다.  그는 6월 24일 겨우 17세의 나이에 헨리 8세로 왕위에 오른 자신의 맏아들에 의하여 계승되었다.  재정적으로 건전한 왕국을 물려받은 헨리 8세는 잉글랜드 역사상 거대한 국왕들 중의 하나가 될 젊고 운동 능력이 뛰어나고 카리스마 넘치는 통치자였다.  그의 군림은 그의 남자 상속인과 6명의 아내의 검색으로 훗날의 역사가들을 즐겁게 할 것이며 잉글랜드 교회의 형성 같이 그런 중대한 사건을 목격하게 될 것이었다.  

## 자녀
| 사진 | 이름       | 생일             | 사망                   | 기타 |
| ---- | ---------- | ---------------- | ---------------------- | --- |
|      | 아서       | 1486년 9월 20일  | 1502년 4월 2일(15세)   | 웨일스 공, 아라곤의 캐서린과 약혼했으나 곧 사망. |
|      | 마거릿     | 1489년 11월 28일 | 1541년 10월 18일(51세) | 스코틀랜드 제임스 4세와 결혼, 사별 제6대 앵거스 백작 아치볼드 더글러스와 재혼, 이혼 제1대 메스번 영주 헨리 스튜어트와 재혼                                         |
|      | 헨리       | 1491년 6월 28일  | 1547년 1월 28일(55세)  | 후임 잉글랜드 국왕 아라곤의 캐서린과 결혼, 이혼 앤 불린과 결혼, 처형 제인 시모어와 결혼, 사별 클레페의 앤과 결혼, 이혼 캐서린 하워드와 결혼, 처형 캐서린 파와 결혼 |
|      | 엘리자베스 | 1492년 7월 2일   | 1495년 9월 14일(3세)   | 요절 |
|      | 메리       | 1496년 3월 18일  | 1533년 6월 25일(37세)  | 프랑스 루이 12세 왕비 찰스 브랜던과 재혼 |
|      | 에드워드   | 1498년경         | 1499년                 | 요절 |
|      | 에드먼드   | 1499년 2월 21일  | 1500년 6월 19일        | 요절 |
|      | 캐서린     | 1503년 2월 2일   | 1503년 2월 10일        | 태어나자마자 어머니와 함께 사망 |